# Trinity Racing
Trinity Racing is een in 2018 opgerichte Britse wielerploeg die zowel actief is in het mountainbiken, het veldrijden als het wegwielrennen.

## Geschiedenis
In 2018 werd de ploeg opgericht om deel te nemen aan wedstrijden in het veldrijden. Destijds onder de naam TP Racing en was volledig gericht op de prestaties voor Tom Pidcock. De Ier Andrew McQuaid had op de achtergrond de leiding over de ploeg, net als bij Wiggins Le Col. In het eerste actieve jaar van de ploeg werd Pidcock met zijn ploeg kampioen op de wereldkampioenschappen, de europese kampioenschappen en wonnen ze de algemene beker in het veldrijden. Voor het seizoen van 2019 nam de ploeg de huidige naam Trinity Racing aan. Nadat de ploeg Wiggins Le Col in 2019 ophield te bestaan werd er ook een ploeg voor op de weg samengesteld. Aangezien Pidcock ook ambities had in het mountainbiken werd hiervoor ook een ploeg opgericht. Na het vertrek van Pidcock in 2021 is de ploeg nog altijd actief op de verschillende niveaus. De ploeg is in het wielrennen sinds 2021 actief als continentale ploeg.
De grootste successen op de weg behaalde de ploeg in 2023 met Luke Lamperti die tussen maart en mei van dat jaar zeven professionele overwinningen behaalde.

## Overwinningen
2020
4e etappe Ronde van Italië voor beloften: Tom Pidcock
7e etappe Ronde van Italië voor beloften: Tom Pidcock
8e etappe Ronde van Italië voor beloften: Tom Pidcock
Eindklassement : Tom Pidcock
4e etappe Ronde van de Isard: Ben Healy
2021
2e etappe Ronde van Eure-et-Loir: Luke Lamperti
10e etappe Ronde van Italië voor beloften: Ben Healy
4e etappe Ronde van de Isard: Thomas Gloag
2022
3e etappe Ronde van Taiwan: Luke Lamperti
2023
1e etappe Ronde van Alentejo: Luke Lamperti
4e etappe Circuit des Ardennes: Luke Lamperti
Rutland-Melton International Cicle Classic: Luke Lamperti
1e etappe Ronde van Bretagne: Luke Lamperti
1e etappe Ronde van Japan: Luke Lamperti
4e etappe Ronde van Japan: Luke Lamperti
7e etappe Ronde van Japan: Luke Lamperti
3e etappe Ronde van Italië voor beloften: Luke Lamperti
5e etappe Ronde van Italië voor beloften: Lukas Nerurkar
2024
5e etappe Ronde van de Isard: Joseph Pidcock
1e etappe Ronde van de Ain: Fergus Browning

### Nationale kampioenschappen
2024
 Australisch kampioen op de weg, beloften: Fergus Browning